# Лоус, Кейтлин
Ле́сли Ке́йтлин Ло́ус (англ. Lesley Kaitlyn Lawes; род. 16 декабря 1988, Виннипег) — канадская кёрлингистка, вице-скип и третий команды Канады на зимних Олимпийских играх 2014 и 2022. Двукратная олимпийская чемпионка, на настоящее время единственная кёрлингистка, ставшая олимпийской чемпионкой и среди женщин (в 2014), и среди смешанных пар (в 2018).
В «классическом» кёрлинге (команда из четырёх человек одного пола) в основном играет на позиции третьего.

## Достижения
- Зимние Олимпийские игры
  - женщины: золото (2014).
  - смешанные пары: золото (2018).
- Чемпионат мира по кёрлингу среди женщин: золото (2018), серебро (2015).
- Чемпионат Канады по кёрлингу среди женщин: золото (2015, 2018), серебро (2011, 2013), бронза (2012, 2016, 2020).
- Канадский олимпийский отбор по кёрлингу: золото (2013, 2021), бронза (2017).
- Канадский олимпийский отбор по кёрлингу среди смешанных пар: золото (2018).
- Чемпионат мира по кёрлингу среди юниоров: серебро (2009), бронза (2008).
- Чемпионат Канады по кёрлингу среди юниоров: золото (2008, 2009).

- Команда «всех звёзд» (All Stars teams) чемпионата Канады среди женщин (в скобках — 1-я или 2-я команда): 2011 (1), 2012 (1), 2013 (1), 2015 (1), 2016 (1).

## Команды
| Сезон                                               | Четвёртый       | Третий          | Второй                                      | Первый           | Запасной                                                           | Турниры                               |
| --------------------------------------------------- | --------------- | --------------- | ------------------------------------------- | ---------------- | ------------------------------------------------------------------ | ------------------------------------- |
| 2006—07                                             | Кейтлин Лоус    | Дженна Лодер    | Theresa Cannon                              | Сара Уозни       |                                                                    |                                       |
| 2007—08                                             | Кейтлин Лоус    | Дженна Лодер    | Лиз Петерс                                  | Сара Уозни       | тренер: Alex Mowat                                                 | ЧКЮ 2008 · ЧМЮ 2008                   |
| 2008—09                                             | Кейтлин Лоус    | Дженна Лодер    | Лариса Гренков                              | Бреанна Микин    | Кэйлин Парк (ЧМЮ) тренер: Роб Микин                                | ЧКЮ 2009 · ЧМЮ 2009                   |
| 2009—10                                             | Кэти Кинг       | Кейтлин Лоус    | Raylene Rocque                              | Tracy Bush       |                                                                    | КК 2009 (9 место)                     |
| 2010—11                                             | Дженнифер Джонс | Кейтлин Лоус    | Джилл Оффисер                               | Дон Эскин        | Джанет Арнотт тренер: Эрл Моррис                                   | КК 2010 (5 место) · ЧК 2011           |
| 2011—12                                             | Дженнифер Джонс | Кейтлин Лоус    | Joëlle Sabourin (2011) Джилл Оффисер (2012) | Дон Эскин        | Дженнифер Кларк-Руир тренер: Джанет Арнотт                         | КК 2011 · ЧК 2012                     |
| 2012—13                                             | Кейтлин Лоус    | Кирстен Уолл    | Джилл Оффисер                               | Дон Эскин        | тренер: Джанет Арнотт                                              | КК 2012                               |
| 2013                                                | Дженнифер Джонс | Кейтлин Лоус    | Джилл Оффисер                               | Дон Эскин        | Кристин MacCuish тренер: Джанет Арнотт                             | ЧК 2013                               |
| 2013—14                                             | Дженнифер Джонс | Кейтлин Лоус    | Джилл Оффисер                               | Дон Макьюэн      | Кирстен Уолл тренер: Джанет Арнотт                                 | КООК 2013 · ЗОИ 2014                  |
| 2014—15                                             | Дженнифер Джонс | Кейтлин Лоус    | Джилл Оффисер                               | Дон Макьюэн      | Дженнифер Кларк-Руир тренер: Уэнди Морган                          | КК 2014 (5 место) · ЧК 2015 · ЧМ 2015 |
| 2015—16                                             | Дженнифер Джонс | Кейтлин Лоус    | Джилл Оффисер                               | Элисон Кревьязак |                                                                    | [ 4 ]                                 |
| 2015—16                                             | Дженнифер Джонс | Кейтлин Лоус    | Джилл Оффисер                               | Дон Макьюэн      | Дженнифер Кларк-Руир тренер: Уэнди Морган                          | КК 2015 · ЧК 2016                     |
| 2016—17                                             | Дженнифер Джонс | Кейтлин Лоус    | Джилл Оффисер                               | Дон Макьюэн      | Элейн Джексон (АК)                                                 | КК 2016 · АК 2017                     |
| 2017—18                                             | Дженнифер Джонс | Кейтлин Лоус    | Джилл Оффисер                               | Дон Макьюэн      | Дженнифер Кларк-Руир тренер: Уэнди Морган                          | КООК 2017                             |
| 2017—18                                             | Дженнифер Джонс | Шэннон Бёрчард  | Джилл Оффисер                               | Дон Макьюэн      | Кейтлин Лоус тренер: Уэнди Морган                                  | ЧК 2018                               |
| 2017—18                                             | Дженнифер Джонс | Кейтлин Лоус    | Джилл Оффисер                               | Дон Макьюэн      | Шэннон Бёрчард тренер: Уэнди Морган                                | ЧМ 2018                               |
| 2018—19                                             | Дженнифер Джонс | Кейтлин Лоус    | Джоселин Петерман                           | Дон Макьюэн      | Джилл Оффисер (ЧК) тренер: Виктор Челль                            | КК 2018 · ЧК 2019 (7 место)           |
| 2019—20                                             | Дженнифер Джонс | Кейтлин Лоус    | Джоселин Петерман                           | Дон Макьюэн      | тренер: Виктор Челль (ЧК)                                          | КК 2019 (6 место) · ЧК 2020           |
| 2020—21                                             | Дженнифер Джонс | Кейтлин Лоус    | Джоселин Петерман                           | Лиза Уигл        | Raunora Westcott тренер: Виктор Челль                              | ЧК 2021 (4 место)                     |
| 2021—22                                             | Дженнифер Джонс | Кейтлин Лоус    | Джоселин Петерман                           | Дон Макьюэн      | Лиза Уигл тренеры: Виктор Челль (КООК, ЗОИ), Рене Зонненберг (ЗОИ) | КООК 2021 · ЗОИ 2022 (5 место)        |
| 2022—23                                             | Кейтлин Лоус    | Лора Уокер      | Джоселин Петерман                           | Кристин Маккуиш  | Селена Ньегован тренер: Лиза Уигл                                  | ЧК 2023 (7 место)                     |
| 2023—24                                             | Кейтлин Лоус    | Селена Ньегован | Джоселин Петерман                           | Кристин Маккуиш  | тренер: Connor Njegovan                                            | ЧК 2024 (6 место)                     |
| 2024—25                                             | Кейтлин Лоус    | Селена Ньегован | Джоселин Петерман                           | Кристин Маккуиш  | Becca Hebert тренер: Connor Njegovan                               | ЧК 2025 (9 место)                     |
| Кёрлинг среди смешанных пар (mixed doubles curling) |                 |                 |                                             |                  |                                                                    |                                       |
| 2013—14                                             | Кейтлин Лоус    | Connor Lawes    |                                             |                  |                                                                    | ЧКСП 2014 (14 место)                  |
| 2016—17                                             | Кейтлин Лоус    | Райан Фрай      |                                             |                  |                                                                    | ЧКСП 2017 (21 место)                  |
| 2017—18                                             | Кейтлин Лоус    | Джон Моррис     |                                             |                  | тренеры (ЗОИ): Джефф Стоутон, Пол Уэбстер                          | КООКСП 2018 · ЗОИ 2018                |
| 2020—21                                             | Кейтлин Лоус    | Connor Lawes    |                                             |                  |                                                                    | ЧКСП 2021 (27 место)                  |

(скипы выделены полужирным шрифтом)

## Частная жизнь
Из семьи спортсменов: её отец Кит Лоус (англ. Keith Lawes) был кёрлингистом, выступал на чемпионате Канады среди мужчин 1969 за команду Ньюфаундленда (заняли 9-е место); её сводная сестра Андреа Лоус — кёрлингистка, чемпионка Канады среди женщин 1990 года; её племянник Коннор Лоус (англ. Connor Lawes) — кёрлингист, они с Кейтлин несколько раз выступали в паре на чемпионатах Канады среди смешанных пар. Она помолвлена со Stephan Vigier — бывшим профессиональным хоккеистом, ныне скаутом американской хоккейной команды Лос-Анджелес Кингз, у них один ребёнок.
Начала заниматься кёрлингом в 1993 году, в возрасте четырёх лет.